# The Sacrifice of Victor
Pour plus de détails, voir Fiche technique et Distribution.
The Sacrifice Of Victor est une vidéo-live de Prince sortie fin 1994. Cette sortie intervient peu après celle de The Undertaker. Cette vidéo propose des extraits du concert donné au Bagley's Warehouse de Londres en septembre 1993. Ce concert a une signification toute particulière car il a clos la tournée Act II, laquelle a été considérée comme la dernière à être effectuée sous le nom de Prince.

## Résumé[2]
La cassette débute avec des images du concert officiel donné au Wembley Stadium. Prince, revêtu d'un linceul noir, est porté hors de scène par ses danseurs. On le voit ensuite arriver sur les lieux de l'aftershow, monter sur scène et empoigner une guitare pour démarrer sur « The Ride ». La version, différente de celle proposée sur « The Undertaker », est phénoménale.
Set-list :
- Intro
- The Ride
- Guitar Interlude
- The Undertaker
- Jailhouse Rock
- Segue #1
- House in Order
- Segue #2
- Heart in my Hand
- Love (GoT a Hold on me)
- In the Mood
- Segue #3
- Peach
- Soldier in the Army of the Lord

## Analyse
Même si on a droit à seulement la moitié du concert (45 minutes sur un show de 90), cette vidéo est de la dynamite à l'état pur, et montre pour la première fois Prince au cours d'un aftershow, ces derniers étant réservés jusqu'alors à certains initiés.
Le titre donné au film n'apparaît pas finalement, ni dans la vidéo ni dans le concert intégral .

## Fiche Technique
- Titre original : The Sacrifice Of Victor[1]
- Réalisation : Parris Patton
- Producteur exécutif :
- Directeur :
- Label : Warner Bros
- Sortie : décembre 1994 (uniquement aux États-Unis)
- Musique et Composition : Prince & The New Power Generation
- Genre : Divertissement

## Musiciens vus à l'écran[1]
Pour ce concert de clôture, Prince a demandé à ses amis de le rejoindre... c'est ainsi que Mavis Staples et le groupe The Steeles prennent le micro pour une version très Soul et cuivres de « The Undertaker » (la chanson). Mavis reviendra un peu plus tard interpréter « House In Order ». Les NPG avec Tony Mosley font monter le groove sur « Call The Law », le tout agrémenté d'un solo de guitare princier à tuer ! Les Steeles, seuls cette fois, donnent la mesure de leur talent avec les gospels « Heart In My Hand » et « Power Of Love ». Prince reprend aussi quelques classiques comme « Jailhouse Rock » et « In The Mood ». Le show se termine avec une version furieuse de « Peach », avec une Mayte déchainée.
- Prince — Chant, Guitare et Piano
- Levi Seacer, Jr. — Chant et Guitare
- Sonny T. — Chant, Guitare et Basse
- Morris Hayes — Chant, Clavier et Orgue
- Tommy Barbarella — Clavier
- Michael Bland — Chant, Batterie et Percussions
- The NPG Hornz — Danse
- Mayte — Chant et Danse

Invité pour « Baby I'm A Star » : 
- Mavis Staples : Chant
- The Steeles : groupe
- The Hornheadz : chœurs